# 牛久宿

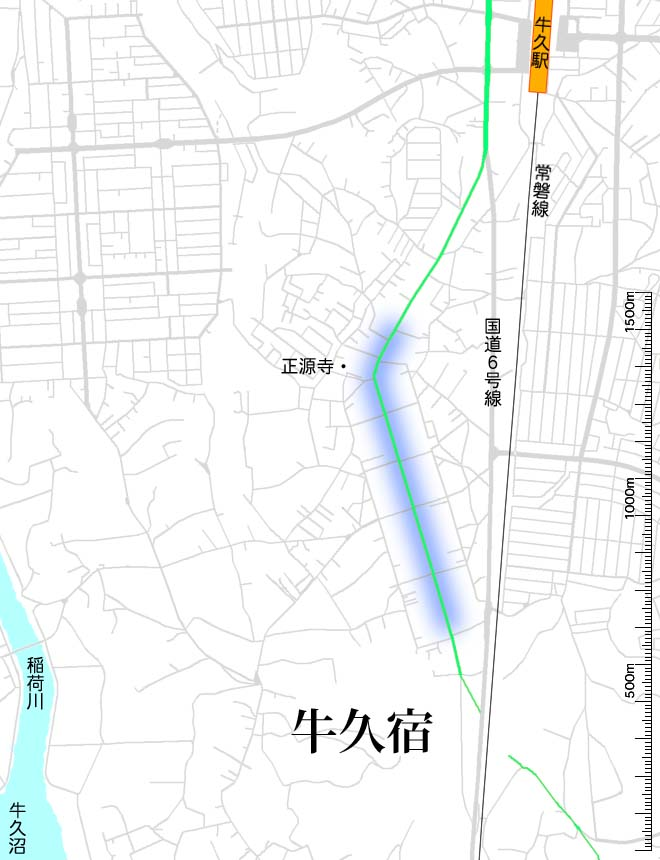
牛久宿の現代地図に旧水戸街道の道筋を重ねた地図。

牛久宿（うしくしゅく）は、水戸街道千住宿から8つ目の宿場町。現在の茨城県牛久市牛久町付近。
宿場町は南北に1キロ弱の範囲で広がっている。牛久沼の北東岸の台地上に「く」の字型に旧街道が残っている。江戸寄りが下町、水戸寄りが上町と呼ばれる。水戸街道の道中絵図には、牛久宿の家並みは本陣と15の旅籠を含む124軒が描かれている。現在の国道6号は、その屈曲部を迂回して走っており、宿場内の道幅は７から８メートルのままになっている。古建築はほとんど残されていないが、道路脇の所々に井戸址を見る事ができる。
牛久宿は、戦国末期に描かれた絵図（龍ヶ崎市史別編２）に牛久宿が描かれており、牛久城主岡見氏の城下町であったものと思われる。

## 水戸藩士の旅日記
駅路鞭影記（茨城県立図書館蔵）は、江戸小石川の水戸屋敷を出立してから19の宿駅を通って水戸までの旅日記で、次の宿までの里程と伝馬賃銭、宿々の領主と神社仏閣、中川の番所、水戸公の旅宿、名所、名物、言い伝えなどについてかかれたガイドブックのような古文書である。江戸小石川から水戸までは30里14町で、荷物80キロ以内と旅人を馬に乗せる本荷の駄賃は合計1295文と書かれている。本書には水戸公の旅館として、小金の水戸藩下屋敷、牛久宿大庄屋佐野家、府中宿の谷口家の3ヶ所が記されている。

## 周辺
- 正源寺
- 観成院
- 牛久城址
- 牛久陣屋址
- 牛久沼

## 隣の宿
若柴宿 - 牛久宿 - 荒川沖宿
- 若柴宿 - 牛久宿は一里（約4キロ）。
- 牛久宿 - 荒川沖宿は二里（約8キロ）。